# Semutophila
Semutophila là một chi bướm đêm thuộc phân họ Olethreutinae, họ Tortricidae Tortricidae.

## Các loài
- Semutophila saccharopa Tuck, in Maschwitz, Dumpert & Tuck, 1986
- Semutophila susurra Tuck, in Maschwitz, Dumpert & Tuck, 1986